# Scolopendra polymorpha
Scolopendra polymorpha – północnoamerykański gatunek skolopendry z rodziny skolopendrowatych, osiągający 12–13 cm długości. Cechuje się wyjątkową różnorodnością pod względem ubarwienia (z łac. poli – wiele; morpha – odmiana). Czułki złożone zazwyczaj z 25–31 członów (zdarzają się osobniki z czułkami złożonymi z 21 członów), z czego 8–12, rzadko 7 jest łyse, pozostałe są porośnięte drobną szczeciną, co wpływa na barwę obydwóch rodzajów członów. 

## Występowanie
Scolopendra polymorpha zamieszkuje tereny półpustynne, suchsze, niż siedliska wybierane przez większość skolopendr. Często spotykane pod wszelakiego rodzaju szczątkami, gruzami; takimi jak deski, kłody, pniaki, stare materace, itp. Czasem można je spotkać w nagromadzonych i rozkładających się śmieciach. Zasięg jej występowania ogranicza się głównie do zachodnich stanów USA. Scolopendra polymorpha występuje na terenach stanów:
Kalifornia, Nevada, Arizona, Teksas oraz prawdopodobnie w niektórych otaczających je stanach. Prawdopodobnie również w Meksyku.